# LGM-118

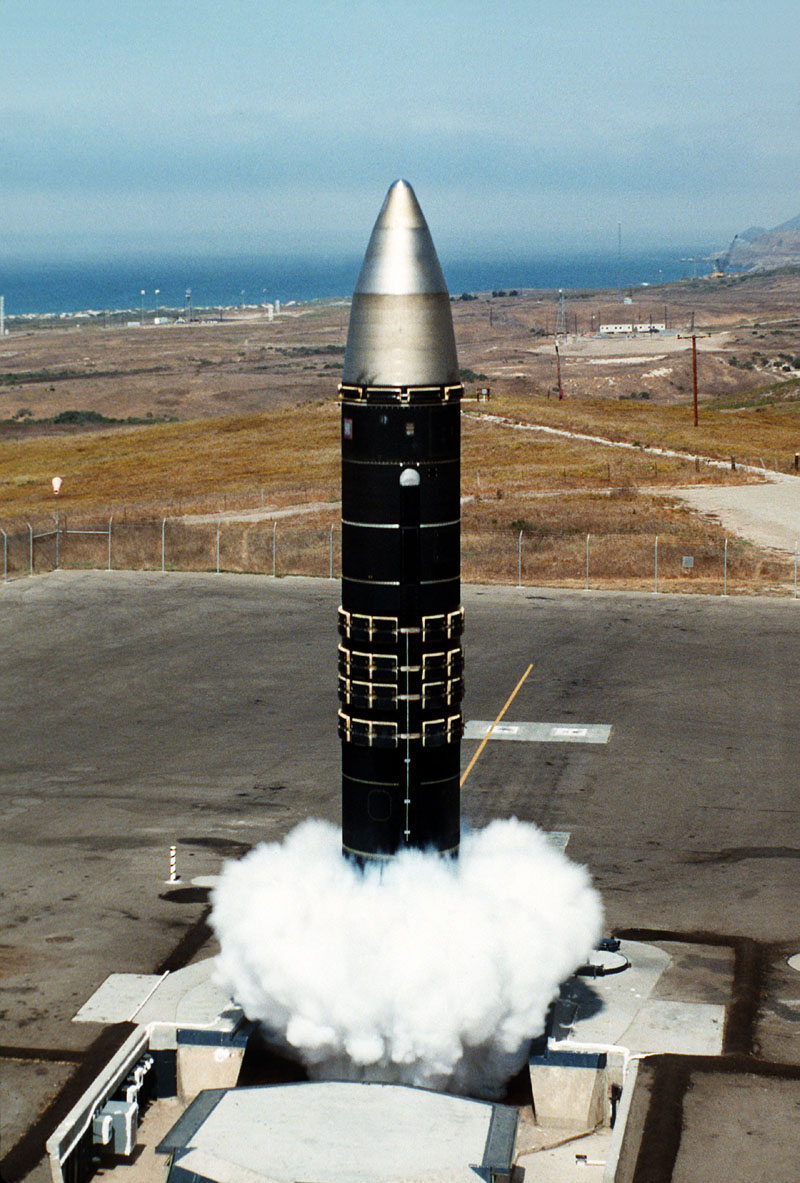
Start střely LGM-118 Peacekeeper

LGM-118 Peacekeeper je americká mezikontinentální balistická střela (tzv. ICBM) známá též pod názvem „MX“ („Missile-eXperimental“). Podle amerického kódového označení z roku 1962 šlo o balistickou střelu odpalovanou ze zpevněného sila.

## Historie
V roce 1966 se USAF začalo zabývat náhradou svých starých raket LGM-30 Minuteman novým systémem včetně mobilní verze. Tomuto projektu bylo přiděleno kódové označení Weapons System 120A, ale vývoj byl v r. 1967 zrušen Kongresem USA.
V roce 1972 začaly designové práce na novém návrhu. Výsledkem tohoto programu, zvaného „Missile-X“, odtud zkratka „MX“, měla být ICBM s vícenásobnými hlavicemi MIRV, která by mohla být odpalována z mobilních železničních ramp, upravených transportních letadel i ze starých statických sil pro rakety Minuteman. Kvůli nebezpečí z prodlení byly ale zahájeny práce na ICBM poháněné pevnými palivy, ze které měla být později vyvinuta mobilní varianta.
V roce 1977 byly dokončeny návrhové práce, avšak kongres se vzepřel myšlence na využití statických sil Minutemanů (vyhodnocených jako příliš zranitelné) a dal letectvu roční odklad, aby mohla být dokončena mobilní varianta. USAF přišlo s návrhem vybudování 4600 mobilních lehkých úkrytů (MPS -Mobile Protective Shelters), do nichž by bylo ukryto 200 střel MX, přičemž ve zbylých úkrytech by byly makety - sovětská rozvědka by tak nevěděla, kde jsou skutečné rakety a kde makety. Tento návrh byl schválen v r. 1979, přičemž bylo raketě projektu MX přiděleno označení MGM-118. Všechny části rakety byly dokončeny do června 1982.
Projekt MPS byl ale v roce 1980 zrušen a tak bylo na počátku roku 1983 rozhodnuto, že budou rakety Peacekeeper přece jen umístěny v silech po raketách Minuteman.
Paradoxně tak došlo k situaci, že se program zdržel o 6 let a byly promrhány velké finanční prostředky.
Rakety byl přejmenovány z MGM-118 (Mobile, Guided ground-to-ground Missile) na LGM-118 (silo-Launched, Guided ground-to-ground Missile) a umístěny do sil Minutemanů, přičemž byly doplněny menšími, ale mobilními střelami MGM-134 Midgetman, které nesly jednu hlavici stejného typu jako Peacekeeper.
17. června 1983 byl z Vandenberg AFB v Kalifornii úspěšně odpálen testovací exemplář LGM-118A, který uletěl 6700 km a poté úspěšně vypustil 6 cvičných hlavic na Kwajalein Missile Test Range v Pacifiku.
Prvních 8 testovacích odpalů bylo provedeno z nadzemních ramp, zbylé již ze sil Minutemanů.
Sériová produkce se rozběhla v únoru 1984, v prosinci 1988 bylo všech 50 vyrobených Peacekeeperů ve svých silech.
V roce 1986 byl schválen „Peacekeeper Rail Garrison plan“, jehož výsledkem bylo vyrobení dalších 50 Peacekeeperů, které byly umístěny na mobilní železniční podvozky, ale tento plán byl zrušen v roce 1991. Těmto raketám by bylo opět přiděleno označení MGM-118A.

## Technický popis

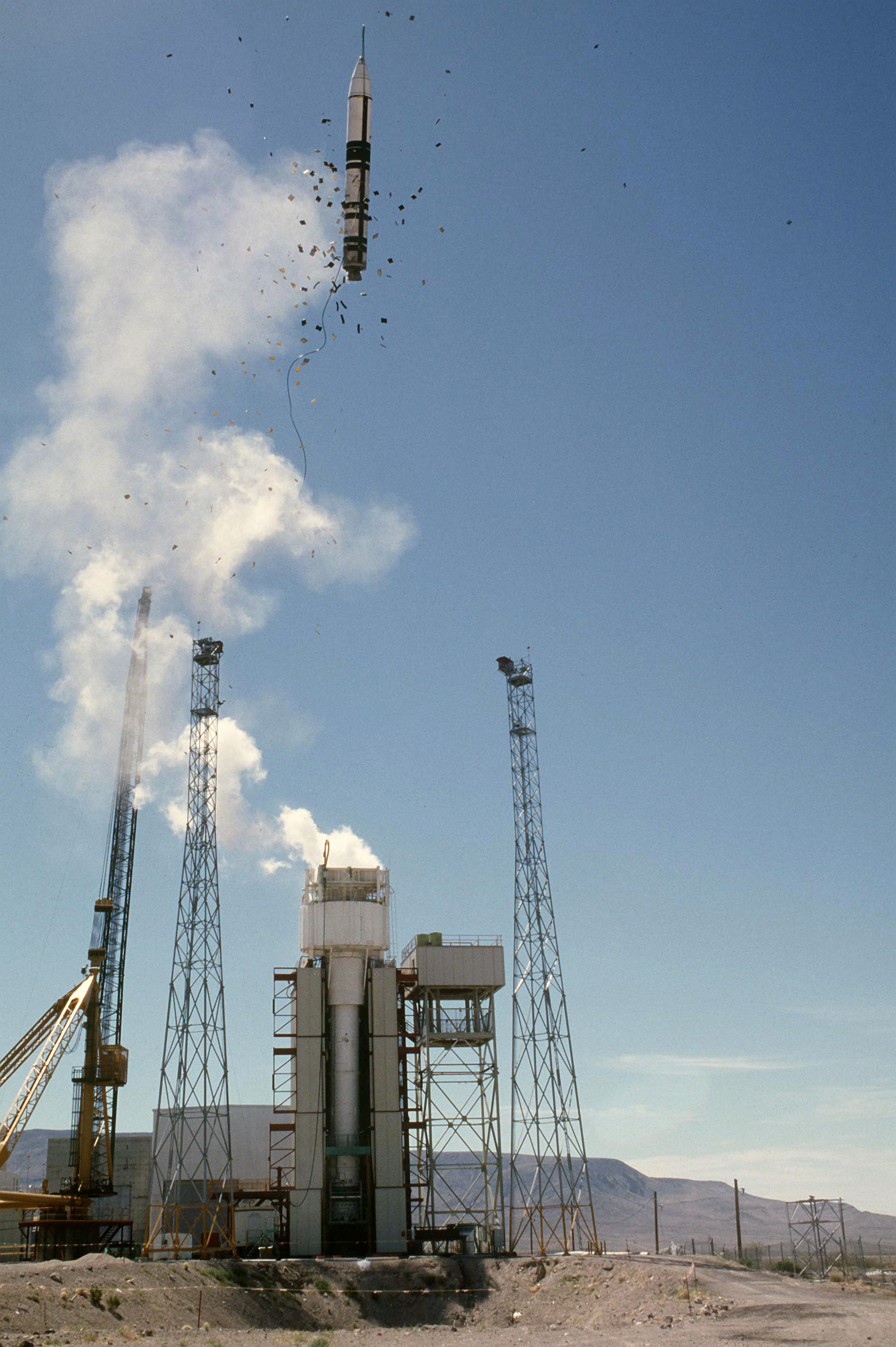
Studený start balistické střely LGM-118 Peacekeeper

LGM-118A Peacekeeper je čtyřstupňová mezikontinentální balistická střela, která se skládá ze 3 částí:
- boost system (první 3 stupně)
- Post-Boost Vehicle (PBV)
- Re-entry System

PBV Vehicle a Re-entry System tvoří 4. stupeň. PBV se odděluje ještě před opětovným vstupem do atmosféry.

### Výzbroj
Výzbroj tvoří 10 samostatně naváděných hlavic Avco MK 21, každá s nukleární hlavicí W87 o ekvivalentu 300kT TNT.

### Pohon
První stupeň vyrobil Thiokol, druhý Aerojet, třetí Hercules a čtvrtý Rocketdyne. První 3 stupně jsou na tuhá paliva, čtvrtý pak na kapalná paliva s možností restartu.
U Peacekeeperu byla poprvé na západě použita technologie studeného startu, při které je raketa ze sila vymrštěna plyny a zažehne se až ve vzduchu, čímž se předejde poškození sila. Raketa je před plyny chráněna kanystry, které při vymrštění odpadnou, což vytváří charakteristický obraz.

### Navigace
LGM-118A je vybaven inerciální navigační jednotkou Rockwell Autonetics IRS (Inertial Reference Sphere), díky které dosahuje (podle některých pozorovatelů) kruhové odchylky do 120 metrů, což umožňuje použít LGM-118 k ničení bodových cílů vysoké důležitosti jako jsou střediska velení.

### Specifikace
- Délka	21.6 m
- Průměr	2.34 m
- Váha	87,75 tun
- Rychlost 6 694,4 m·s−1
- Dostup	800 km
- Dosah	10900+ km

- Pohon
  - 1. stupeň 2225 kN
  - 2. stupeň 1225 kN
  - 3. stupeň 290 kN
  - 4. stupeň má pouze manévrovací motorky

- Cena 70 mil. USD / kus

Podle různých pramenů je ve službě 50 - 100 kusů střel. Podle posledních údajů byly vyřazeny v roce 2004.